# インフェクション (漫画)
『インフェクション』は、及川徹による日本の漫画作品。『週刊少年マガジン』（講談社）2016年1号（2015年12月2日発売）から2016年36号（2016年8月3日発売）まで連載。同年8月9日よりスマートフォン専用アプリ配信（ウェブコミック）の『マガジンポケット』に移籍して2022年10月5日まで連載された。
仙台市を舞台に、突如現れた生ける屍たちによる脅威から生き延びようと奮闘する、主人公たちの姿が描かれる。
ゾンビ系作品の1つであり、主人公をはじめとして極限状態に置かれた生存者を襲う生ける屍「保菌者」たちによるグロテスク描写と、主人公に思いを寄せる美少女たちによるセクシー描写に重きが置かれている。特に後者は、本編だけでなく扉絵でほぼ毎回、本編とは無関係のシチュエーションで艶めかしい姿が描かれている。また、本編では物語の進行にともなって絶望的な状況にもとづく生存への欲求や倫理観の崩壊による、さらに過激なセクシー描写も時折描かれるようになっている。
第2巻以降の単行本に掲載されている「おまけ漫画」では、保菌者と化した面々の活躍や委員長によるお色気シーンを収録している。

## ストーリー

### 第1巻
高校2年生の天宮晴輝は、好意を抱いている幼馴染五月雨紗月が3年の先輩に告白されていることに焦って同級生の高木譲や木皿儀千佳らに打ち明けるが、彼らがその打開策として講じたのは、晴輝と紗月を校内の倉庫に閉じ込めて告白させようとする方法であった。半ば強引に友人に連れ出された晴輝は倉庫に閉じ込められてしまうが、そこにいたのは紗月ではなく磯波きららであった。仕方なく1日を共に過ごした晴輝ときららは隠し戸を見つけて脱出するが、校内は突如出現した保菌者たちによってすでに穏やかな場所ではなくなっていた。二人は保菌者の集団に追い詰められるも、合流した木皿儀と高木によって事なきを得る。先輩である菊池瞬の犠牲を払って晴輝達は学校から脱出、晴輝の妹である天宮香里と合流しながら保菌者に立ち向かうことにした。

### 第2巻
裏山に逃げ込んだ晴輝達は香里が必死に守り抜いた小学生たちをどのように全員安全な場所に行こうと思案を張り巡らせている中、消防士である淀川鉄が加わり、安全地帯である川内に向かおうとするが、保菌者の大群を乗せたバスによって香里と小学生たちが乗った乗用車が衝突し、危機に陥るが、同じく駆けつけた消防士神城有の活躍によって難を逃れた。しかし香里が保菌者に噛まれたという残酷な事実を聞かされてしまい、香里は生者に被害がおよばぬよう、隔離施設に送り込まれることとなったが、晴輝は周囲を説得させて彼女を連れ出し、自宅で彼女の最期を看取った。だがそのために川内の秩序を乱した行為を取ってしまった晴輝は神城にきららと木皿儀を川内に戻す代わりに、怪我で前線離脱した西和田努の代わりとして消防士の一員となり、仙台市中心部を取り戻すための最も危険な大規模作戦に参加することとなった。

### 第3巻
保菌者に襲撃された平岡大学に向かった第4小隊であったが、作戦を優先するために生存者を切り捨てるという非情な選択を選ぶ。そんな中、生存者の半沢小鳥と妹であるちひろが助けを求める姿を見た晴輝は、命令違反を犯して二人を何としてでも助けようとしたが、ちひろは保菌者に殺されてしまい、晴輝は絶望に打ちひしがれてしまう。しかし生存している小鳥を救出することは出来たのであった。そして、保菌者を研究している父の天宮竜夫と再会し、保菌者の解明の手がかりとなる人物半沢賢治を救出するのであった。晴輝は半沢教授と遭遇するも、娘を捨てた上にちひろを死なせた責任を小鳥に被せようとした姿に怒りと失望を顕にしてしまう。それでも彼を連れ出そうとしたが、菊池の彼女だった榎並夏苗の元に連れてこられてしまい、彼女に弱みを握られかけたが、逆にICレコーダーで会話を録音することで難を逃れる。春輝は半沢教授と榎並を連れて逃げるが、その最中に新型の保菌者に遭遇してしまう。

### 第4巻
新型の保菌者に遭遇した春輝は、榎並に裏切られて1人で新型と対峙することとなる。新型は身体を変形させることができ、マンションの廊下にまで侵入してきたが、寸前で春輝は逃げ切った。春輝は対峙の最中に新型の虫を手に入れ、それを半沢教授と父に渡した。2人がだした仮説は保菌者は元には戻れず、自己進化を繰り返しているということである。

## 登場人物
天宮晴輝（あまみや はるき）
本作の主人公。高校2年生。妹・香里を大事に思うまっすぐな性格をしており、彼女を亡くしてからは同じく妹を殺された小鳥を助けようとしたり、彼女の父である賢治がちひろを死に追いやった責任を小鳥にぶつけようとした際には、彼に対して怒りをあらわにした。
異性に対しては「むっつりスケベ」でもあり、「むっつり晴輝」として周囲や香里に知られている（木皿儀によると、女子と話す時に顔→胸→足→胸と見ているとのこと。また、隠し持っていた「エッチな漫画」が紗月に見つかってしまい、2年間エロ断食した）。
ヒロインたちには思いを寄せられており、物語が進むにつれて過激になる晴輝の争奪戦も、本作を構成する要素の1つとなっている。
きららに誘われたことをきっかけに、きららのことが大好きだと気づき、そのまま童貞を卒業した。その後も心身共にすり減らす戦闘の日々により、かつての日常は戻ってこないことを自覚、皆を守るべく自分自身を変わることを余儀なくされる。異性を巡る榎並の生き方にも理解を示すようになり、紆余曲折を経て千佳と想いを確認し合った末に結ばれる。
現在3股中。実際紗月を入れて4股しようとしている。
磯波きらら（いそなみ きらら）
高校1年生。閉じ込められた倉庫で晴輝と初対面した際には、警戒心から高校3年生だと自称していた。
保菌者にスカートを剥ぎ取られて以降しばらくは下着丸出しの姿で行動し続けていたため、多くの人物から戸惑いと呆れの反応を寄せられている。
ある日の夜、一緒に見張りをしていた晴輝に告白し、自分から晴輝を誘い、彼とセックスした。
天宮香里（あまみや かおり）
小学6年生。晴輝の妹。
兄に対して下ネタを多く言ったり、恋愛面でからかったりするが、生存者である小学生を守るために保菌者にも立ち向かう勇敢さを見せている。
晴輝と合流するも飛び降りる前に捕まった保菌者に噛まれてしまい、最期の1日を兄と共に過ごして息を引き取った。しかし、その後の感染者が次々と生き返ったのと同時に彼女も復活。他の感染者が理性を失った状態で生き返る中、彼女だけは生前と同じ状態で復活して晴輝と再会した。その後は単独行動を続けている。
復活後、晴輝に対して何かを隠しているそぶりを見せている。
チートキャラの1人。
木皿儀千佳（きさらぎ ちか）
高校2年生。晴輝とは同じ高校の友人。
姐御然とした性格であり、周囲から「らぎ姉」と呼ばれている。晴輝に思いを寄せている。
実は大物政治家の孫娘であり、祖父による英才教育のおかげで銃の扱いにたけており、戦闘能力も高い。
年上として皆から頼られていることや晴輝を女性関係で悩ませたくないという思いの末、恋愛関係からは一歩退いていたが、晴輝の強さも情けなさも全てを受け入れてしまうという本心を吐露したことで両想いとなりセックスを堪能した。
高木譲（たかぎ ゆずる）
高校2年生。晴輝とは同じ高校の友人。
その冷静な性格で晴輝をサポートし、時には窘めている。
何故か銃や車の扱いになれており、螢とも何らかの繋がりがある。
榎並夏苗（えなみ かなえ）
高校3年生。愛想良く振る舞う一方で、自己中心的で色香も辞さず他人を使い捨てる狡猾な性格をしている。彼氏だった菊池瞬が保菌者に噛まれると彼を見捨てており、その後も次々と男性たちを利用している。
最終話ではスナックの店主になった榎並が登場する。
舛田霞（ますだ かすみ）
高校2年生。風紀委員の委員長であるため、「いいんちょ」と言われている。
本人における委員長の仕事とは「青春・部活・恋愛を応援」することであり、晴輝が紗月に好意を抱いていることを知ると、2人の恋愛を全力で応援しようとしている。その方法は、倉庫に鍵をかけて晴輝と紗月を閉じ込めて告白させ、放課後に解放するというものであったが、晴輝と再会した際にはすでに保菌者と化していた。
第2巻のおまけ漫画では幽体離脱し、同じく保菌者となった小島剛士とクラスメイトらに人間をどうやって驚かすかを考案させる一幕がある。
五月雨紗月（さみだれ さつき）
高校1年生。晴輝とは年下の幼馴染。
保菌者騒動発生後は1巻巻末にある保菌者研究レポートで彼女も保菌者になったと思われていたが、実際はなっていない。そのため、晴輝たちとは行動を別にしており、きららの姉である麗と同じ避難所にいたが、ある場所で保菌者に襲われていたところを晴輝たちに助けられ無事合流する。
神城有（かみしろ ゆう）
平岡出張所に所属している消防士。
実力は「自分より強い奴は県内に片手分もいない」と豪語する通り、保菌者の集団をまったく寄せ付けない強さを誇っている。
腕力で保菌者の首をねじるほどの怪力の持ち主。
チートキャラの1人。
半沢小鳥（はんざわ ことり）
中学2年生。研究者の父である半沢賢治から妹であるちひろを預けられながらも、結果的に妹を見捨てしまったことで保菌者に殺されてしまう。その際、戸棚に隠れていたが恐怖の余り尿意が限界に達するという恥辱を味わってしまう。戸棚から尿が溢れたことで晴輝に発見されるも、晴輝がすぐ傍にいる状態で尿によって汚れた下半身を丁寧に拭くなど、目の前で妹の凄惨な最期を目撃したことに伴う羞恥心の麻痺など当初は危うい状態が続いていた。
その後、自分を救出しに来た晴輝が妹を失ったことを知ると心無い言葉をぶつけてしまうが、それでも晴輝が目の前にいる小鳥を助けることを選び、救出された。
父に関しては自分や妹よりも自分と歳変わらない榎並の所に行ったため、侮蔑と憎悪の感情を抱いており、程なくして再開した晴輝に対して「（父を）この手で殺したい」と打ち明けた。
第3巻のおまけ漫画では自分を助けた消防士が「自身を陵辱させろ」と思い込み、それを受け入れようとするシーンが描かれたが、実際は消防士は小鳥を陵辱するのではなく、失禁しているのに処理していないことを不思議に思い、処理しようとしていただけであった。
天宮螢（あまみや ほたる）
晴輝、香里の兄で国家公務員。神城とは同い年で友人。理由は定かではないが、弟と妹からは「クズ兄」と呼ばれひどく嫌われている。
高校3年生の時点で、県内の高校生なら誰もが知っているほどの天才であった。神城に晴輝と紗月を助けてもらった恩返しに、彼に毎日缶ジュースを奢っているうちに仲良くなり、高校3年生のときに彼に消防士になることを勧めた。
実は他人の感情を完全に把握する共感覚の持ち主であり、その能力を利用しながら晴輝や香里を救うために画策している。晴輝や香里を遠ざけていたのは自身の能力による悪影響を与えないためであり、実は二人のことを心の底から大切に思っている。
磯波麗（いそなみ うらら）
きららの姉。一児の母。
紗月と同じ避難所で暮らしている。
流水ながみ（りゅうすい ながみ）
高校三年生。5年連続で全日本薙刀選手権を優勝している少女。稽古着を着ているが、戦闘時は上半身だけ下着姿になる。晴輝の命令を無視して保菌者に挑むなど短絡的に行動するきらいがある。
戦闘に快感を覚えている自分自身がおかしいということは自覚しており、それまでの日常では経験できない日々を送ってしまった自分が普通の生活にはもはや馴染めないであろうことには危惧を感じている。

## 用語
保菌者
突然、仙台市全域で同時発生し、生者を襲い始めた生ける屍。理性を消失して食欲だけで活動するその体内は蛆らしき小さな生物で満ちており（再会時に保菌者と化していた霞をはじめとして、どの個体も目や口から生物の大群が溢れ出るという描写が盛り込まれている）、生者に襲いかかってはその肉を喰らい、血を啜る習性を持っている。
身体能力や視力、聴力は生者と変わらないが、噛まれると大きな苦痛を伴い、1日もしないうちに死ぬ。
物語が進むにつれてさまざまな亜種が登場する。
感染者
保菌者に噛まれて仮死状態になった人が爆発した保菌者の塵を浴び、復活したもの。
保菌者とは違い、口や目から蛆のような生物は出てこないが、眼球全体が真っ黒で、目の周りに斑点のようなものがついている。理性はなく、筋力がかなり上がっているうえに動きも素早い。

## 書誌情報
- 及川徹 『インフェクション』 講談社〈講談社コミックス〉、全30巻
  1. 2016年3月17日発売[4]、ISBN 978-4-06-395614-6
  2. 2016年6月17日発売[5]、ISBN 978-4-06-395692-4
  3. 2016年8月17日発売[6]、ISBN 978-4-06-395738-9
  4. 2016年10月17日発売[7]、ISBN 978-4-06-395776-1
  5. 2017年1月17日発売[8]、ISBN 978-4-06-395848-5
  6. 2017年4月17日発売[9]、ISBN 978-4-06-395922-2
  7. 2017年7月14日発売[10]、ISBN 978-4-06-510038-7
  8. 2017年10月17日発売[11]、ISBN 978-4-06-510243-5
  9. 2018年1月17日発売[12]、ISBN 978-4-06-510762-1
  10. 2018年4月17日発売[13]、ISBN 978-4-06-511241-0
  11. 2018年7月17日発売[14]、ISBN 978-4-06-511800-9
    - 『ミニ写真集付き特装版』同日発売[15]、ISBN 978-4-06-512656-1

  12. 2018年10月17日発売[16]、ISBN 978-4-06-512998-2
  13. 2019年1月17日発売[17]、ISBN 978-4-06-513940-0
  14. 2019年4月17日発売[18]、ISBN 978-4-06-514891-4
  15. 2019年7月17日発売[19]、ISBN 978-4-06-515726-8
    - 『ミニ写真集付き特装版』同日発売[20]、ISBN 978-4-06-516437-2

  16. 2019年8月16日発売[21]、ISBN 978-4-06-516666-6
    - 『フルカラーコミック小冊子付き特装版』同日発売[22]、ISBN 978-4-06-516667-3

  17. 2019年11月15日発売[23]、ISBN 978-4-06-517362-6
  18. 2020年2月17日発売[24]、ISBN 978-4-06-518175-1
  19. 2020年5月15日発売[25]、ISBN 978-4-06-518856-9
  20. 2020年8月17日発売[26]、ISBN 978-4-06-520336-1
    - 『フルカラーミニ写真集付き特装版』同日発売[27]、ISBN 978-4-06-520562-4

  21. 2020年11月17日発売[28]、ISBN 978-4-06-521264-6
  22. 2021年2月17日発売[29]、ISBN 978-4-06-522072-6
  23. 2021年5月17日発売[30]、ISBN 978-4-06-523146-3
  24. 2021年8月17日発売[31]、ISBN 978-4-06-524480-7
  25. 2021年11月17日発売[32]、ISBN 978-4-06-526006-7
  26. 2022年2月17日発売[33]、ISBN 978-4-06-526897-1
  27. 2022年5月17日発売[34]、ISBN 978-4-06-527916-8
  28. 2022年8月17日発売[35]、ISBN 978-4-06-528661-6
  29. 2022年11月16日発売[36]、ISBN 978-4-06-529636-3
  30. 2022年12月16日発売[37]、ISBN 978-4-06-529985-2